# Tammsundet (vid Jermo, Pargas)
Tammsundet är ett sund i Finland.   Det ligger mellan halvön Jermo och ön Tammo i Pargas stad i landskapet Egentliga Finland, i den södra delen av landet, 140 km väster om huvudstaden Helsingfors.
Tammsundet löper mellan Jermo i norr och Tammo i söder. 